# 十亀昭雄
十亀 昭雄（そがめ あきお、1929年4月29日 - 2013年5月29日）は、日本の政治学者・行政学者。専門は、地方政治論・地方自治論。北海道教育大学名誉教授。北海道中川郡美深町出身。

## 来歴
- 旧制名寄中学校（現・北海道名寄高等学校）卒業
- 1953年、北海道大学法経学部政治学科（現・法学部法学科）卒業
- 1954年、同大学院（旧制）特別研究生を中退し、同法学部助手。同年、東京大学法学部に国内留学
- 1958年、北海道学芸大学学芸学部札幌分校講師
- 1959年、同学芸学部札幌分校助教授
- 1973年、北海道教育大学教育学部札幌分校教授
- 1993年、北海道教育大学札幌校停年退官。同名誉教授。同年、北海学園大学法学部教授・同大学院法学研究科教授
- 2000年、北海学園大学退職
- 2013年5月29日、心不全のため死去[1]。歿日付で正四位。瑞宝中綬章追贈。

このほか、公益社団法人北海道地方自治研究所理事長、札幌都市研究センター理事長、北海道総合開発委員会委員なども務めた。

## エピソード
- 十亀が政治学者を志した理由は、第2次世界大戦における戦争の体験から、人が争う様を政治の観点から見ようと思った為と懐述している[2]。
- 北海道大学大学院時代は尾形典男に学び、東京大学法学部に国内留学した際に丸山眞男の下で学んだ。
- 兄弟子である富田容甫の後任教員として北海道学芸大学に着任。

## 著書

### 単著
- 『北海道の政治と民主主義』（北海道地方自治研究所, 1974年）
- 『北海道の政治風土』（北海道地方自治研究所, 1977年）
- 『北海道の政治と選挙』（北海道地方自治研究所、1980年）
- 『北海道の自治・政治・文化』（北海道地方自治研究所、1993年）

### 共著
- （永井陽之助）・（岡路市郎）編『北海道』（中央公論社、1962年）
- （久田栄正）編『憲法と政治』（法律文化社、1970年）
- （荒木俊夫）ほか『教養政治学』（木鐸社、1974年）
- （横山桂次）編『新・開拓時代の自治体革新』（ありえす書房、1984年）
- （山本佐門）・（清水昭典）ほか『地域からの政治学-北海道から考える（増補新版第2版）』（窓社、1996年）
- （北海学園大学開発研究所）編『北海道開発の視点・論点』（北海学園大学開発研究所、1998年）